# Лукаш Росол
Лукаш Росол (чеш. Lukáš Rosol; Брно, 24. јул 1985) је чешки тенисер који је свој најбољи пласман у синглу достигао 22. септембра 2014. када је заузимао 26. место на АТП листи.

## Каријера
У каријери је освојио три АТП турнира у конкуренцији парова. Највећу победу и успех је остварио 28. јуна 2012. године, када је у другом колу Вимблдона сензационално победио другог играча света Рафаела Надала у пет сетова. Био је члан тениске репрезентације Чешке, која је освојила Дејвис куп 2012. године.

## АТП финала

### Појединачно: 4 (2:2)
| Легенда                        |
| ------------------------------ |
| Гренд слем турнири (0:0)       |
| Завршно првенство сезоне (0:0) |
| АТП мастерс 1000 (0:0)         |
| АТП 500 (0:0)                  |
| АТП 250 (2:2)                  |

| Финала по подлози |
| ----------------- |
| Тврда (1:0)       |
| Шљака (1:2)       |
| Трава (0:0)       |

| Финала по локацији |
| ------------------ |
| Отворено (2:2)     |
| Дворана (0:0)      |

| Исход     | Бр. | Датум            | Турнир              | Подлога | Противник             | Резултат           |
| --------- | --- | ---------------- | ------------------- | ------- | --------------------- | ------------------ |
| Победник  | 1.  | 28. април 2013.  | Букурешт, Румунија  | Шљака   | Гиљермо Гарсија-Лопез | 6:3, 6:2           |
| Финалиста | 1.  | 27. април 2014.  | Букурешт, Румунија  | Шљака   | Григор Димитров       | 6:7(2:7), 1:6      |
| Финалиста | 2.  | 13. јул 2014.    | Штутгарт, Немачка   | Шљака   | Роберто Баутиста Агут | 3:6, 6:4, 2:6      |
| Победник  | 2.  | 23. август 2014. | Винстон-Сејлем, САД | Тврда   | Јежи Јанович          | 3:6, 7:6(7:3), 7:5 |

### Парови: 3 (3:0)
| Легенда                        |
| ------------------------------ |
| Гренд слем турнири (0:0)       |
| Завршно првенство сезоне (0:0) |
| АТП мастерс 1000 (0:0)         |
| АТП 500 (0:0)                  |
| АТП 250 (3:0)                  |

| Финала по подлози |
| ----------------- |
| Тврда (2:0)       |
| Шљака (1:0)       |
| Трава (0:0)       |

| Финала по локацији |
| ------------------ |
| Отворено (2:0)     |
| Дворана (1:0)      |

| Исход    | Бр. | Датум             | Турнир         | Подлога   | Партнер          | Противници                     | Резултат      |
| -------- | --- | ----------------- | -------------- | --------- | ---------------- | ------------------------------ | ------------- |
| Победник | 1.  | 6. јануар 2012.   | Доха, Катар    | Тврда     | Филип Полашек    | Кристофер Кас Филип Колшрајбер | 6:3, 6:4      |
| Победник | 2.  | 20. октобар 2013. | Беч, Аустрија  | Тврда (д) | Флорин Мерђа     | Данијел Нестор Јулијан Ноул    | 7:5, 6:4      |
| Победник | 3.  | 27. јул 2014.     | Умаг, Хрватска | Шљака     | Франтишек Чермак | Душан Лајовић Франко Шкугор    | 6:4, 7:6(7:5) |

## Остала финала

### Тимска такмичења: 2 (2:0)
| Исход    | Бр. | Датум                 | Турнир                      | Подлога   | Партнери                               | Противници                                              | Резултат | Извор  |
| -------- | --- | --------------------- | --------------------------- | --------- | -------------------------------------- | ------------------------------------------------------- | -------- | ------ |
| Победник | 1.  | 16–18. новембар 2012. | Дејвис куп, Праг, Чешка     | Тврда (д) | Томаш Бердих Радек Штјепанек Иво Минар | Давид Ферер Николас Алмагро Марсел Гранољерс Марк Лопез | 3:21     | [ 16 ] |
| Победник | 2.  | 15–17. новембар 2013. | Дејвис куп, Београд, Србија | Тврда (д) | Томаш Бердих Радек Штјепанек Јан Хајек | Новак Ђоковић Душан Лајовић Илија Бозољац Ненад Зимоњић | 3:22     | [ 17 ] |

1 2012. наступио је у првом колу и четвртфиналу Дејвис купа и био у финалној постави

2 2013. наступио је у првом колу, четвртфиналу и полуфиналу Дејвис купа и био у финалној постави